# الفقيه بن صالح
الفقيه بن صالح: هي مدينة عربية مغربية تقع بإقليم الفقيه بنصالح وسط سهل منبسط غرب سهل تادلة على ارتفاع 445 م فوق سطح البحر. تضم مدينة الفقيه بن صالح حوالي205.720نسمة. القبيلة العربية في هذه المدينة هي قبيلة بني عمير الهلالية

## المجلس البلدي
تم إحداث جماعة الفقيه بن صالح سنة 1958 ، ويتكون المجلس من 39 عضو .

## خصائص

خارطة جهة بني ملال خنيفرة

تعتبر مدينة الفقيه بن صالح من أهم المدن الفلاحية، بحيث يعتمد أغلب سكانها على الفلاحة بنوعيها العصرية والتقليدية.
و مع ذلك تعاني من الظاهرة العالمية ألا وهي البطالة؛ والسبب في ذلك هو عدم وجود المعامل والمصانع وفروع الشركات ولذلك يضطر الشباب إلى الرحيل أو الهجرة إلى الديار الأروبية، وهذا جعلها من أكبر المدن التي تعاني من الهجرة إلى الخارج وهذا هو سرّ غناها عن باقي المدن بحيث يعتمد سكانها على الفلاحة والهجرة، مما أدى إلى ارتفاع تطورها الاقتصادي أما بخصوص سكانها فهم معروفون بالكرم وحسن الاستقبال. ومدينة الفقيه بن صالح مدينة شعبية بكاملها، كما تتوفر على عدة مصانع لإنتاج الحليب.

## نبذة تاريخية
مدينة الفقيه بن صالح بإقليم الفقيه بن صالح:
شيدت مدينة الفقيه بن صالح في القرن السادس عشر ميلادي من معجزة كان محورها الماء. تواجد الماء بكثرة في منطقة الفقيه بن صالح جعلها قطبا للرُحّل وساهم في التثبيت التدريجي لمجموعة من السكان في الجوار. ومن بين هؤلاء السكان رجل كان معروفا بطيبوبته وتدينه يدعى الفقيه بن صالح، وهو ما جذب إليه أناسا كانوا يطمحون في الاستفادة من علمه وحكمته، وقد سُمّيت المدينة باسمه.
هي مدينة سكانها طيبون يمتازون بالكرم والشهامة وحسن الضيافة لكن مع مجموعة من المشاريع التنموية أصبحت هذه المدينة أكثر تطورا في مختلف الميادين إلا مشكل العزلة عن الخدمات الاجتماعية في بعض الأحياء البعيدة شيئا ما عن وسط المدينة الذي يعرف رواجاً تجاريا عظيما
و قد مثلت الزيارة الملكية الأولى من نوعها للملك محمد السادس قفزة نوعية في المجتمع العميري حيث أعطى جلالة الملك البوادر الأولى للنهوض بالبنية التحتية للمدينة وذلك بهيكلة شارع الحسن الثاني الذي أنجزت به مجموعة من النافورات وكذلك إنشاء مساحات خضراء ومركب ثقافي واجتماعي ورياضي .

## تقسيم إداري
وفقا للتقسيم الإداري في يونيو 2009، كما تطورت من في أكتوبر 2010، ويتكون إقليم الفقيه بنصالح من 16 بلدية، بما في ذلك ثلاث مناطق حضرية (أو البلديات): الفقيه بنصالح، وهي عاصمة الإقليم: كما أولاد عياد وسوق السبت أولاد النمة.
وترد البلديات الريفية 13 إلى 10 قيادات أنفسهم تعلق على ثلاث دوائر:
- دائرة بني موسى الشرقية:
  - قيادة بني موسى: سيدي حمادي وأولاد بورحمون،
  - قيادة سيدي عيسى: سيدي عيسى بن علي،
  - قيادة أولاد زمام: أولاد زمام؛
- دائرة الفقيه بن صالح:
  - قيادة بني عمير: كريفات،
  - قيادة بني عمير الشرقية: أهل مربع والخالفية،
  - قيادة برادية: برادية،
  - قيادة بني وكيل: بني شڭدال وبني وكيل؛
- دائرة بني موسى الغربية:
  - قيادة دار ولد زيدوح: دار ولد زيدوح،
  - قيادة أحد بوموسى: أحد بوموسى،
  - قيادة أولاد ناصر: أولاد ناصر.

## رياضة
كانت مدينة الفقيه بن صالح بعد استقلال المغرب سنة 1956 تتوفر على فريقين لكرة القدم وهما فريق العلم وفريق كوموني انقسما معهما الجمهور المحلي بين مؤيد لهذا الفريق و ذاك. وفي سنة 1962 قرر أعضاء الفريقين توحيد جهدهما في فريق واحد قادر على تحدي الصعاب وتحقيق طموح الجماهير الغفيرة وإرضائها. وبالفعل تم إدماج الفريقين معا في فريق واحد اختير له اسم الاتحاد الرياضي للفقيه بن صالح لما يدل عليه هدا الاسم من تلاحم واتحاد في سنة 1962، وقد حقق هذا الفريق مجموعة من الألقاب المحلية و القارية.